# Erritsø
Erritsø er en forstad til Fredericia, der er beliggende ca. 4 km. sydvest for Fredericias centrum mellem Taulovmotorvejen og bygrænsen. Antallet af indbyggere er omkring 8.000 (2009).
Byen er en typisk forstad med parcelhuse som den altdominerende boligform. Særligt ud mod motorvejen findes flere større virksomheder, bl.a. Energinet.dk, Monjasa og Erritsø Tryk, der ejes af JP/Politikens Hus. 
Siden kommunalreformen i 1970 har Erritsø hørt til Fredericia Kommune.
|  | Denne artikel om lokaliteten Erritsø kan blive bedre, hvis der indsættes et (bedre) billede. Du kan hjælpe ved at afsøge Wikimedia Commons for et passende billede eller lægge et op på Wikimedia Commons med en af de tilladte licenser og indsætte det i artiklen. |

55°32′47.85″N 9°42′8.43″Ø / 55.5466250°N 9.7023417°Ø